# Hovik Ch. Djivanjan
Hovik Chanlari Djivanjan (armenisch Հովիկ Խանլարի Ջիվանյան; * 6. Januar 1972 in Dorf Tschartar, Provinz Martuni) ist ein armenischer Politiker der Republik Arzach.

## Leben
Hovik Djivanjan wurde am 6. Januar 1972 im Dorf Tschartar in Martuni geboren. Im Jahre 1989 hat er die Mittelschule in dem Dorf Tschartar beendet, 1995 absolvierte er die juristische Fakultät an der Staatlichen Universität Jerewan. Von 1990 bis 1997 war er bei den Streitkräften aktiv. Er war zuerst Bataillonskommandeur und dann Stellvertreter des Kommandeurs des 2. Verteidigungskreises. Von 1998 bis 1999 war er stellvertretender Staatsanwalt in Hadrut, ehe er von 1999 bis 2005 Leiter der Militärpolizei in Martuni wurde. Hovik Djivanjan ist mit dem Orden Kampfkreuz 1. Grades ausgezeichnet.

## Politik
Am 19. Juni 2005 wurde er bei den Wahlen zur vierten Nationalversammlung nach Verhältniswahl über die Wahlliste der Partei „Freie Heimat“ als Abgeordneter gewählt. Am 30. Juni 2005 wurde er während der ersten Plenarsitzung als stellvertretender Vorsitzender des ständigen Ausschusses des Nationalrates für staatsrechtliche Fragen gewählt. Am 13. Dezember 2007 wurde er zum Berater des Ministerpräsidenten ernannt. Bei den Wahlen zur fünften Nationalversammlung wurde er als Abgeordneter bestätigt, auch seinen Ausschuss-Posten behielt er.
Hovik Djivanjan ist verheiratet und hat zwei Kinder.